# Chuquiraga kuschelii
Chuquiraga kuschelii là một loài thực vật có hoa trong họ Cúc. Loài này được Acevedo mô tả khoa học đầu tiên năm 1949.